# Cremnops
Cremnops – rodzaj błonkówek z rodziny męczelkowatych.

## Budowa ciała
Długość ciała od 5,5 do 12 mm. Głowa poniżej oczu silnie wydłużona, zwężające się w kierunku wargi górnej. Pole malarne ma długość wahającą się od nieco krótszej do nieco dłuższej od średnicy oka. przyoczka ułożone na wzór niemal równobocznego trójkąta. Wgłębienie czołowe głębokie, krawędzią tylną i boczną dochodzące do bocznych przyoczek, krawędź ta tworzy również dwa wcięcia między czułkami. Czułki składają się z 35 do 45 segmentów. Przednie jamki tentorialne silnie wgłębione. Warga górna zwykle szersza niż dłuższa, ewentualnie o równej szerokości i długości. Żuwaczki z dwoma zębami -  wierzchołkowy ząb większy od podwierzchołkowego. Szczęki i warga dolna połączone i wydłużone; głaszczki również wydłużone. Na górnej stronie przedplecza duże, głębokie wgłębienia, u jednego gatunku złączone w jeden. Notaulices zwykle dobrze widoczne, rzadko niewyraźne. Tylny kąt scutum utworzony ze ściśniętych płytek, u jednego z gatunków zakrzywionych do wewnątrz u jednego z gatunków. Scutum z głębokim, poprzecznym rowkiem przed scutellum. Mezopleury bruzdkowane, bruzda zaczyna się u podstawy środkowej części koksopoditu i rozciąga się na mezopleurę, bruzdy te różnią się kształtem i wielkością u różnych gatunków. Pozatułów z trzema widocznymi ząbkami z każdej strony, oraz licznymi poprzecznymi ząbkami. Nogi długie, smukłe z wyjątkiem tylnej części du które są często krótkie i mocne; tylna część uda z dwoma lub więcej grubymi kolcami na zewnętrznym, dystalnym końcu. Przednie i środkowe pazurki zawsze rozdzielone, tylne zwykle rozdzielone ale sporadyczne, zrośnięte u podstawy w pojedynczy, duży pazur. Odwłok wydłużony. Pokładełko u samicy zwykle o długości równej odwłokowi, u jednego gatunku ledwie widoczne.
Ubarwienie od żółtego po czerwone zwykle z czarnymi akcentami.

## Systematyka
Do rodzaju zaliczane są 33 gatunki:

- Cremnops apicalipennis
- Cremnops ashmeadi
- Cremnops bertae
- Cremnops boliviensis
- Cremnops californicus
- Cremnops cameronii
- Cremnops cluttsis
- Cremnops comstocki
- Cremnops crassifemur
- Cremnops cubensis
- Cremnops desertor
- Cremnops ferrigineus
- Cremnops guanicanus
- Cremnops haematodes
- Cremnops kelloggii
- Cremnops marshi
- Cremnops meabilis
- Cremnops melanopterus
- Cremnops montrealensis
- Cremnops nymphius
- Cremnops pectoralis
- Cremnops plesiopectoralis
- Cremnops shenefelti
- Cremnops slossonae
- Cremnops tibiomaculatus
- Cremnops violaceipennis
- Cremnops virginiensis
- Cremnops vulgaris
- Cremnops washingtonensis
- Cremnops wileycoyotius
- Cremnops willinki
- Cremnops witkopegasus
- Cremnops yacatanus